# Жінки в Гаазі
Жінки в Гаазі — конференція Міжнародного конгресу жінок, що відбулася в Гаазі, Нідерланди, у квітні 1915 року, для пошуку мирних способів врегулювання воєнних конфліктів. Він прийняв понад 1100 делегаток і створив Міжнародний комітет жінок за постійний мир (International Committee of Women for Permanent Peace — ICWPP) під головуванням американської феміністки Джейн Аддамс. Це призвело до створення Міжнародної жіночої ліги за мир і свободу (Women's International League for Peace and Freedom — WILPF).

## Історичний контекст
Конгрес Міжнародного жіночого виборчого альянсу 1915 року мав відбутися в Берліні. Коли почалася Перша світова війна, Deutscher Verband für Frauenstimmrecht (Німецький союз жіночого виборчого права) відмовився від участі. У номері Jus Suffragii за грудень 1914 року було опубліковано повідомлення про скасування. Відповідь на повідомлення, опубліковане в тому ж номері і написане голландською пацифісткою, феміністкою та суфражисткою Алеттою Якобс, яка пропонує провести конференцію в Нідерландах, оскільки це нейтральна країна. Визнаючи, що IWSA не може спонсорувати конференцію для обговорення зовнішньої політики та війни під час конфлікту, британська феміністка і пацифістка Кристал Макміллан приватно спілкувалася з Якобс, припускаючи, що окремі особи та організації можуть бути запрошені на з'їзд, який не спонсорується.:xxxvii–xxviii:425-426 Багато членкинь IWSA, включаючи німецьких лідерок Аніту Аугспург і Ліду Густаву Гейманн, повторили необхідність конференції та наголосили, що вона має бути автономною, щоб не завдати шкоди цілям жіночого руху.:425, 429

## Підготовка
У зв'язку з цим Алетта Якобс запросила представниць обох сторін конфлікту та нейтральних жінок на нараду з планування, яка відбулася в Амстердамі на початку лютого 1915 року. Метою конгресу було протестувати проти війни, що вирувала в Європі, і запропонувати шляхи запобігання війні в майбутньому.:xxxix:146-149 Серед присутніх були представниці Бельгії — Флор Бертон, пані Мулле та пані Ван Прааг; з Великої Британії — Кетлін Кортні, Емілі Ліф, Макміллан, Кетрін Маршалл і Теодора Вілсон Вілсон; з Німеччини — Аугспург, Гейманн, Фріда Перлен та пані фон Шлюмбергер; і 26 активісток з Нідерландів.:xxxix  На цій зустрічі було розроблено попередню програму, і було погоджено попросити голландських жінок сформувати комітет, який би взявся за всі заходи щодо Конгресу та розіслав запрошення. Витрати Конгресу були гарантовані присутніми британськими, голландськими та німецькими учасницями, які погодилися зібрати третину необхідної суми.:146-149
Запрошення взяти участь у Конгресі були надіслані жіночим організаціям і змішаним організаціям, а також окремим жінкам у всьому світі. Кожній організації було запропоновано призначити двох делегаток. Членкинями Конгресу могли стати тільки жінки, і вони повинні були висловити загальну згоду з резолюціями щодо попередньої програми. Цю загальну угоду було витлумачено таким чином, щоб означати переконання (а) що міжнародні суперечки повинні вирішуватися мирними засобами; (b) що парламентські виборчі права повинні бути поширені на жінок.:146-147

## Делегатки за країнами

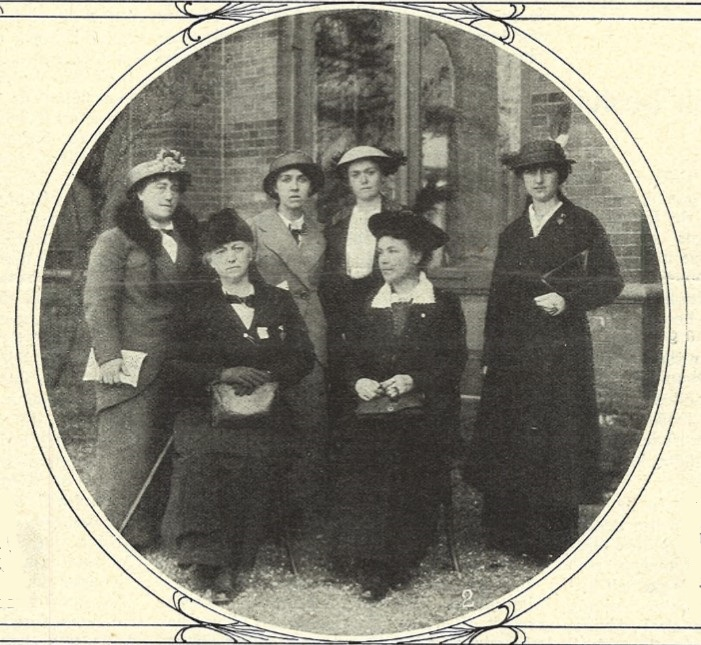
1915 Бельгійська делегація

Під час війни було проблемним зібрати 1200 жінок-делегаток. Міністерство закордонних справ скоротило делегацію з Британії до 24 делегаток, і фактично лише дві (або три) потрапили до Гааги. Італія представлялася лише однією делегаткою, котра зауважила, що вона не представляє свою країну. Одна делегатка також приїхала з Канади, щоб представляти те, що в той час називалося «Колоніями». Ні Франція, ні Росія не надсилали делегацій через війну та ймовірність того, що присутність може здатися нелояльною.:67 Бельгійська делегація прибула із запізненням, бо їм довелося отримати проїзні документи від німецької влади окупованої Бельгії, пройти обшук на прикордонному переході в Ессені, Бельгія, а потім 2 години йти пішки до Розендала, де вони сіли на поїзд до Гааги. Щоб зміцнити дух співпраці, Аугспург запросила сісти на трибуну всіх п'ятьох бельгійських делегаток.:210 Лише Євгенія Гамер погодилася із застереженням, що їй дозволять виступити на конгресі, що було надано.:52:427
Серед представлених країн були США, які надіслали 47 делегаток; Швеція (12); Норвегія (12); Нідерланди (1000); Італія (1); Угорщина (9); Німеччина (28); Данія (6); Канада (2); Бельгія (5); Австрія (6), і Велика Британія (3, хоча ще 180 делегаток не змогли відплисти через закриття Північного моря з військових причин). Конгрес, який відвідала велика кількість відвідувачок, а також членкинь, пройшов надзвичайно успішно. Розгляд справи вівся з великою доброзичливістю, а відповідні постанови приймалися на робочих засіданнях.

## Перебіг Конгресу

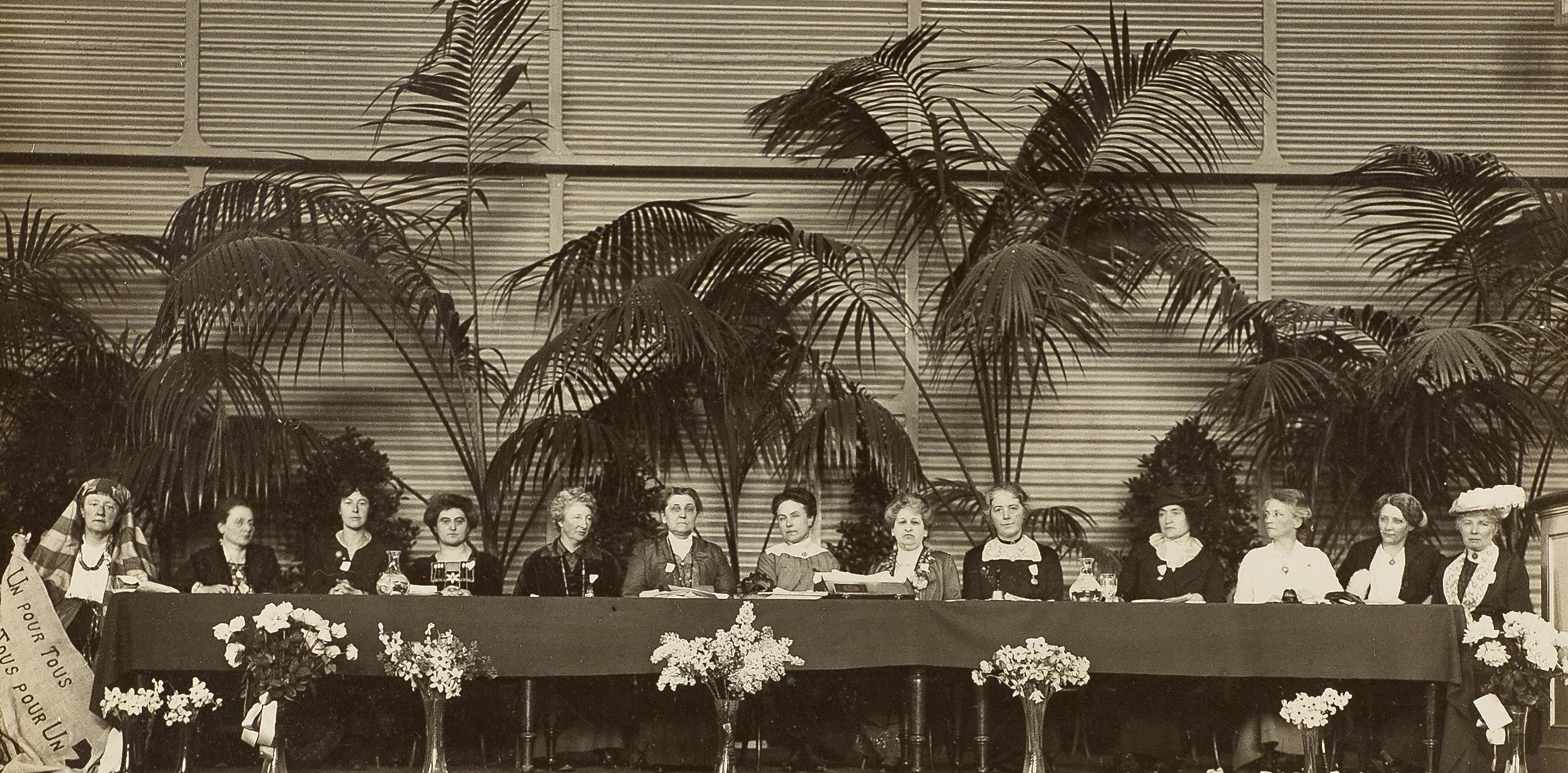
Міжнародний конгрес жінок у 1915 році. Зліва направо: Люсі Тумаян (Вірменія), Леопольдина Кулка, Лаура Г'юз (Канада), Росіка Швіммер (Угорщина), Аніка Аугспург (Німеччина), Лаура Джейн Аддамс (США), Євгені Гамер (Бельгія), Алетта Якобс (Нідерланди), Кристал Макміллан (Велика Британія), Роза Дженоні (Італія), Анна Клеман (Швеція), Тора Даугаард (Данія), Луїза Кейлгау (Норвегія)

Конгрес відкрився 28 квітня і в ньому взяли участь 1136 учасниць як з нейтральних, так і з воюючих країн. Конгрес проводився за двома важливими правилами: 1) обговорення відносної національної відповідальності за нинішню війну або її ведення та 2) резолюції, що стосуються правил, за якими війна буде вестися в майбутньому, виходять за рамки Конгресу.:147 Основна увага полягала в тому, щоб залишатися на встановленні миру негайно після закінчення конфлікту та розробці тривалих миротворчих заходів.:427
Конгрес прийняв більшу частину платформи Жіночої партії миру (Woman's Peace Party — WPP).:68 Платформа WPP включала обмеження озброєнь, дипломатичне посередництво у війні, розробку законодавства та економічної політики для запобігання війні, а також створення міжнародних поліцейських сил замість національних збройних сил.:63
Серед резолюцій, прийнятих учасницями, було підтвердження необхідності миру та заборони передачі територій у мирному врегулюванні без згоди постраждалого населення.:148 Інші резолюції закликали до створення міжнародної постійної ради для мирного посередництва протиріч між націями, залучення жінок до мирних процесів і надання жінкам виборчого права.:148-149:258-259
Учасниці конференції заснували Міжнародний комітет жінок за постійний мир, згодом відомий як Міжнародна жіноча ліга за мир і свободу (Women's International League for Peace and Freedom — WILPF).:256, 262 з президенткою Джейн Адамс.:69

## Перші членкині Міжнародного комітету жінок за постійний мир
- Австрія: Леопольдіна Кулка, Ольга Місар
- Вірменія: Люсі Тумаян
- Бельгія: Ежені Гамер, Маргеріт Сартон
- Данія: Тора Даугаард, Клара Тиб'єрг
- Німеччина: Аніта Аугспург, Ліда Ґустава Гейманн (секретарка і перекладачка)
- Велика Британія та Ірландія: Кристал Макміллан (секретарка), Кетлін Кортні (перекладачка)
- Угорщина: Вільма Глюкліх, Розіка Швіммер
- Італія: Роза Дженоні
- Нідерланди: Алетта Якобс, Ганна ван Б'єма-Гіманс (секретарка), Міа Буассевен
- Норвегія: Емілі Арнесен, Луїза Кейгхау
- Швеція: Анна Клеман, Емма Ганссон
- США: Джейн Аддамс (президент), Фанні Ферн Ендрюс, Еліс Гамільтон[3]